# Léonie La Fontaine
Léonie La Fontaine (Bruxelas, 2 de outubro de 1857 - 26 de janeiro de 1949) foi uma pioneira feminista e pacifista belga. Como activista pela causa feminista internacional, integrou a Ligue Belge du Droit des Femmes, o International Council of Women, o Conseil National de Femmes Belges, a Union Internationale des Femmes pour la Paix, o núcleo belga da Women's International League for Peace and Freedom e foi co-fundadora do Partido Geral das Mulheres Belgas. Era irmã de Henri La Fontaine, advogado, político e presidente do International Peace Bureau, galardoado com o Prémio Nobel da Paz em 1913.
Ficou também conhecida na Bélgica por ter criado o Office central de documentation féminine (Escritório Geral de Documentação Feminina), pertencente ao projecto Mundaneum, iniciado pelo seu irmão Henri e o autor Paul Otlet, com o propósito de colectar toda a documentação possível referente a todas as associações femininas e feministas existentes até então na Bélgica, incluindo manifestos, estatutos, teses e artigos publicados.

## Biografia

#### Primeiros Anos de Vida
Nascida a 2 de outubro de 1857, em Bruxelas, Léonie Marie Sophie Joséphine La Fontaine era filha de Alfred Sébastien Lafontaine, fundador da Association pour l'Enseignement Profissionnel pour Femmes, e de Marie Louise Philips Lafontaine, ambos proeminentes intelectuais progressistas, provenientes de famílias da alta burguesia belga, sendo a mais nova dos dois filhos do casal e irmã do político, advogado e activista Henri La Fontaine.
Envolvida no seu seio familiar, desde pequena frequentou os círculos culturais e salões literários da elite belga, geralmente organizados pela sua mãe Louise. Apesar de ter recebido uma educação bastante aprimorada, sendo ensinada em casa por vários professores, em disciplinas distintas como literatura, línguas, história, música, matemática e filosofia, ao atingir a maturidade, constatou que não poderia prosseguir com os seus estudos, nomeadamente na área do jornalismo, como ambicionava, devido à época não ser permitido às mulheres ingressarem no ensino superior ou exercer em várias áreas profissionais. Este facto incitou Léonie a se dedicar ao activismo, nomeadamente de cariz feminista.

#### Feminismo e Pacifismo

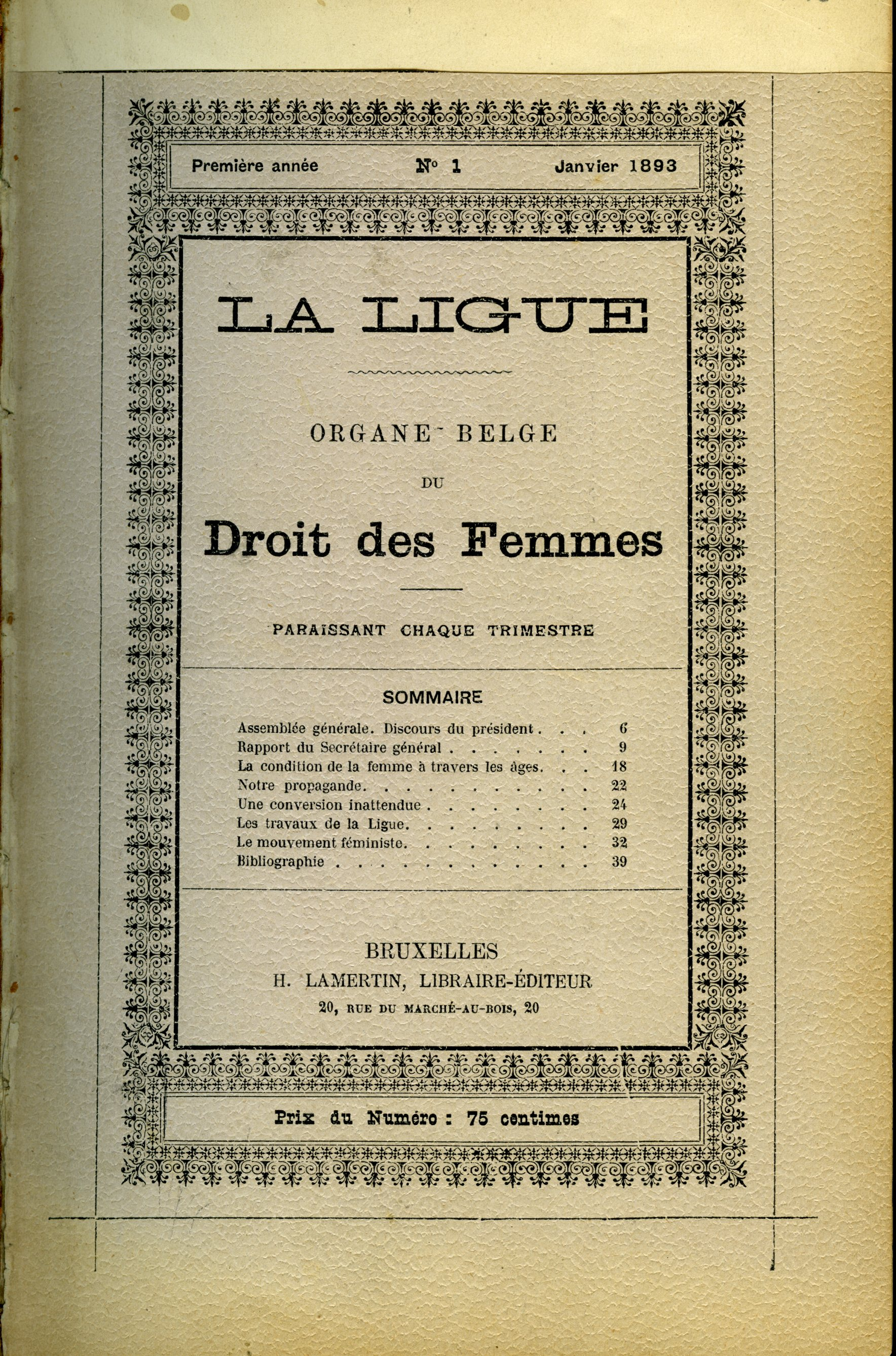
Capa do primeiro número do órgão oficial de imprensa da Ligue Belge du Droit des Femmes (1983)

Inspirada por Marie Popelin, a primeira mulher na Bélgica a licenciar-se em Direito em 1888, na Université Libre de Bruxelles, e o polémico "L'Affaire Popelin" (Caso Popelin), que se gerou quando o seu pedido de admissão na ordem dos advogados foi recusado por ser mulher, embora nenhuma lei ou regulamento impedisse explicitamente a admissão de mulheres na organização, seguindo-se vários apelos ao tribunal de apelação ou relação e ao Supremo Tribunal, todos infrutíferos, Léonie começou a manifestar-se publicamente a favor da emancipação feminina, do sufrágio, do alargamento do acesso a profissões vedadas ao sexo feminino, do direito à educação e ao conhecimento ou ainda pela abolição da lei sálica, denunciando também casos de discriminação de género, juntamente com o seu irmão Henri, a médica Isala Van Diest e os políticos Hector Denis e Louis Franck.

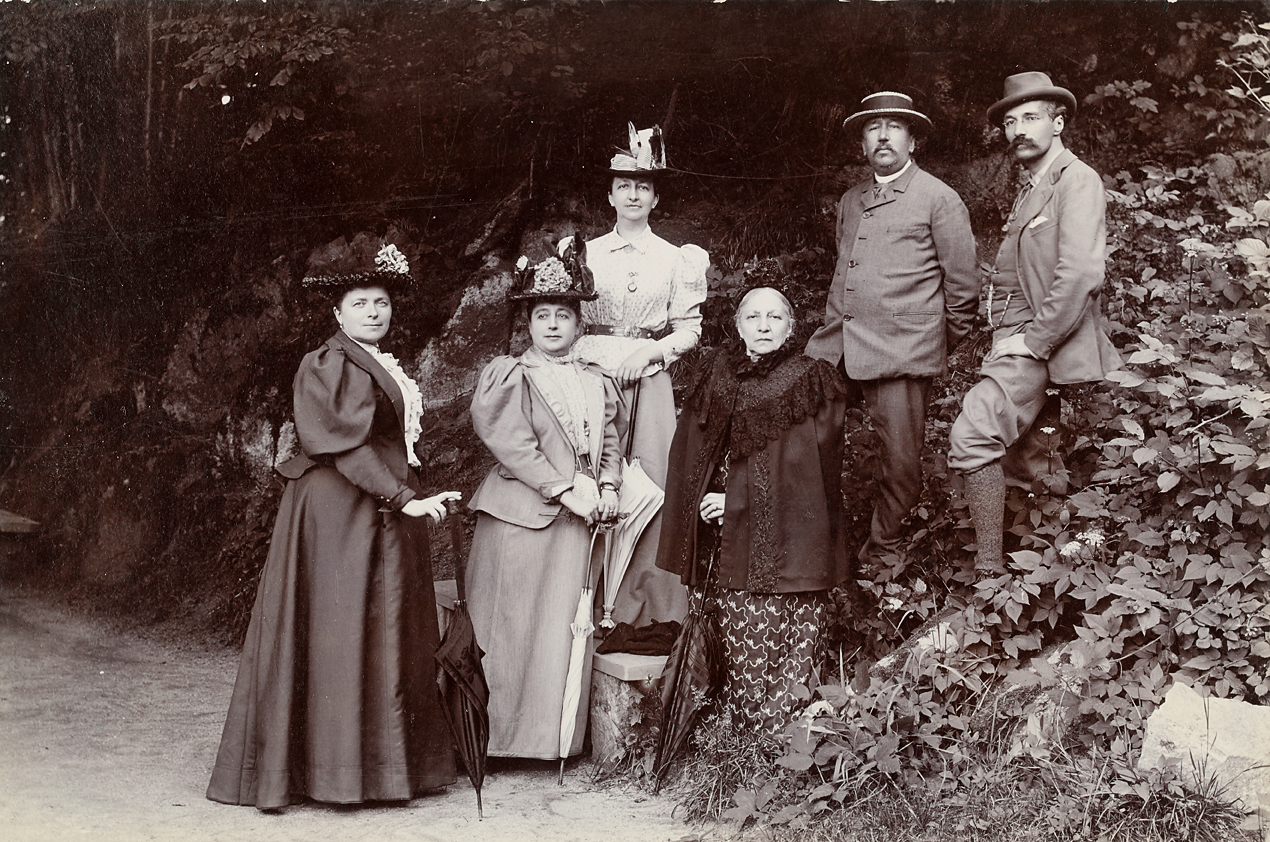
Léonie (ao centro) acompanhada por Henri e alguns amigos na Suíça

Fruto do movimento de apoio à advogada e activista belga Marie Popelin, surgiu a Ligue Belge du Droit des Femmes (Liga Belga pelos Direitos das Mulheres) em 1892, da qual Léonie foi um dos membros fundadores, tal como o seu irmão Henri, para além de assumir o cargo de tesoureira, presidente da secção de Beneficência e redactora no jornal oficial da liga feminista, pouco depois.
Um ano depois, participou na produção de verbetes para o Repertório Bibliográfico Universal, que antecedeu o famoso Mundaneum, de Paul Otlet e Henri La Fontaine, criando ainda, em sua casa, um pequeno gabinete de arquivo, com o intuito de preservar para a história o movimento feminista e os seus esforços. Mais tarde, em 1910, esse trabalho originou o Office central de documentation féminine (Escritório Geral de Documentação Feminina), onde compilou e arquivou 977 documentos publicados entre 1830 e 1897, todos referentes às organizações femininas e feministas existentes em todo o país.
Em 1895, aderiu ao pacifismo e ingressou na Union Internationale des Femmes pour la Paix (União Internacional de Mulheres pela Paz), participando, ainda em 1899, na nova secção, dedicada à discussão de resoluções pacíficas e anti-bélicas, da Ligue Belge du Droit des Femmes, denominada Paix et Arbitrage (Paz e Arbitragem).

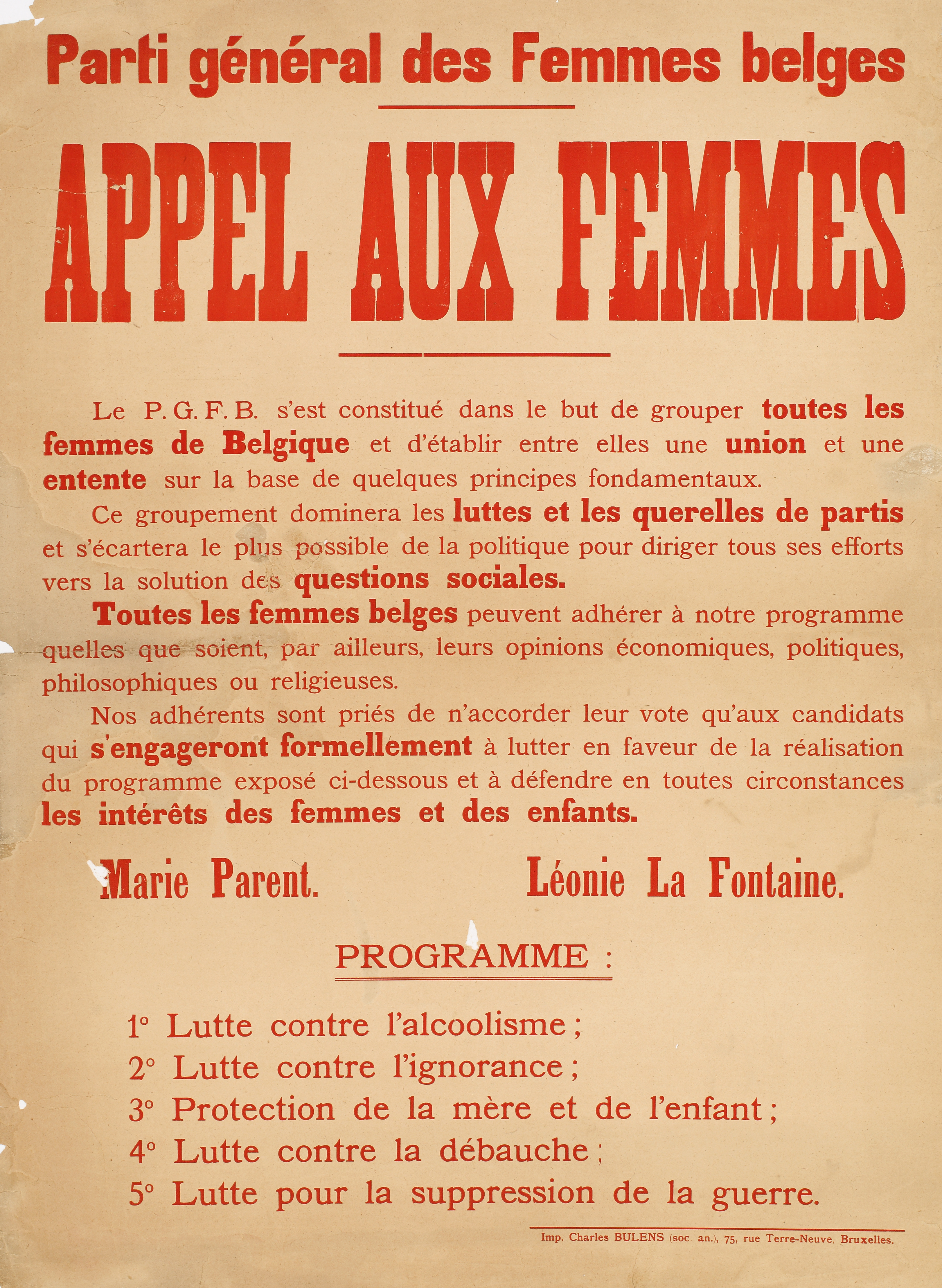
Cartaz do Partido Geral de Mulheres Belgas, criado em 1921 por Léonie La Fontaine e Marie Parent

Em 1905, ingressou no International Council of Women (Conselho Nacional de Mulheres) e co-fundou o Conseil National de Femmes Belges (Conselho Nacional das Mulheres Belgas), após ser sugerido por Marie Popelin que todas as agremiações feministas se juntassem numa só. No âmbito da associação, além de membro fundador, foi nomeada e eleita presidente da secção de Paz e, em 1913, tornou-se presidente interina, após o falecimento da então presidente Marie Popelin.
Posteriormente, com o despoletar da Primeira Guerra Mundial, Léonie viajou para a Suíça, fixando residência em Lausanne, onde colaborou com o Bureau International Féministe de Renseignement a favor das vítimas da guerra. Durante a invasão da Bélgica, a activista belga denunciou o assassinato de inocentes, saques e violações realizadas pelas tropas alemãs. Apenas regressou a Bruxelas, em 1915, retomando de imediato o activismo feminismo ao participar no Congresso Internacional das Mulheres pela Paz em Haia, na Holanda.
À época, as mulheres belgas que participaram do esforço de guerra ainda não tinham o direito de voto, existindo apenas algumas excepções para as viúvas e mães de soldados que haviam falecido ou estavam destacados fora da sua área de residência, sem terem como exercer o seu voto. Contudo, em 1921, mesmo sem poderem votar, as mulheres tornaram-se elegíveis para cargos oficiais em autarquias locais e no senado. Aproveitando essa oportunidade, juntamente com a sufragista Marie Parent, Léonie La Fontaine fundou o Partido Geral das Mulheres Belgas, onde reivindicaram o acesso à educação, o sufragismo, várias leis de protecção da mulher e das crianças e ainda se manifestaram contra o alcoolismo. 
Em 1924, após ter participado em vários Congressos Universais pela Paz, Léonie La Fontaine ingressou na reformulada secção belga da Women's International League for Peace and Freedom (Liga Internacional de Mulheres pela Paz e Liberdade), uma organização não-governamental fundada nos Estados Unidos, para "unir as mulheres de diferentes visões politicas, filosóficas e religiosas, de locais e origens variadas, determinadas a estudar e a trabalhar para a divulgação dos motivos para a existência da guerra e do esforço permanente pela paz", sendo eleita presidente desse mesmo núcleo no mesmo ano.
Durante a década de 30, demonstrou a sua solidariedade com os republicanos espanhóis, exilados devido à Guerra Civil Espanhola, e travou várias manifestações contra a crescente vaga de fascismo na Europa.
A 19 de fevereiro de 1948, durante a sessão na Câmara dos Representantes da Bélgica, o projeto de lei que concedia o direito de voto às mulheres foi submetido a votação nominal. Dos 185 membros presentes para a votação, 182 votaram a favor, sendo então permitido o voto às mulheres. 
Léonie La Fontaine faleceu a 26 de janeiro de 1949, em Bruxelas, com 91 anos de idade, sem nunca ter podido exercer o seu direito ao voto. A lei que permitiu o voto ao sexo feminino apenas entrou em vigor a partir de 26 de junho, durante as eleições parlamentares desse mesmo ano. Encontra-se sepultada no cemitério de Bruxelas, em Evere.

## Legado e Homenagens
Postumamente, foi criado um fundo dedicado ao feminismo por direito próprio, com o seu nome, pelo Mundaneum.
A Université des Femmes, associação francesa para a promoção dos estudos de género na Bélgica, homenageou a activista baptizando a sua biblioteca com o nome Bibliothèque Léonie La Fontaine.
Actualmente, é considerada uma das figuras feministas belgas mais emblemáticas do século XIX e XX.